# Glauco (figlio di Sisifo)
Glauco (in greco antico: Γλαῦκος?, Glàukos), è un personaggio della mitologia greca. Fu re di Corinto.

## Genealogia
Figlio di Sisifo e di Merope, sposò Eurimede e divenne padre di Ipponoo (più conosciuto come Bellerofonte) e di Deliade (conosciuto anche come Alcimene o Peirene).

## Mitologia
Suo padre (Sisifo), cercò di combinargli un matrimonio con Mestra ma nonostante il pagamento di preziosi regali, lei eluse il matrimonio e si lasciò rapire da Poseidone che la portò su un'isola. 
Glauco possedeva dei cavalli che nutriva con carne umana e che preservava da qualsiasi accoppiamento perché risultassero sempre i più veloci nelle corsa dei carri e con questi cavalli partecipò ai giochi funebri organizzati da Acasto in onore del padre (gli Athla epi Pelia). 
 Afrodite però, irritata per il trattamento che Glauco riservava ai suoi animali, il giorno precedente alla corsa (dove Glauco avrebbe gareggiato contro Iolao), li fece fuggire dalla stalla per fermarli nei pressi di un pozzo sacro e lasciargli mangiare un'erba che dava follia, per poi farli tornare alla loro stalla. 

Il giorno della gara, i cavalli si imbizzarrirono e Glauco cadde dalla biga restando però imbrigliato nelle redini ed essere trascinato dai cavalli per tutta corsa fino a restarne ucciso ed esserne divorato dai suoi stessi cavalli.
Secondo Pausania, Glauco divenne un Tarasippo (una specie di fantasma o spauracchio) per tutti gli auriga ed i partecipanti alle corse con i cavalli di tutti i successivi Giochi Istmici.